# Mentiri
Mentiri (malaiisch Mukim Mentiri) ist ein Mukim (Subdistrikt) des Daerah Brunei-Muara in Brunei. Er hat 30.192 Einwohner (Stand: Zensus 2016).

## Geographie
Der Mukim liegt im Nordosten des Distrikts Brunei-Muara und grenzt sowohl an das Südchinesische Meer im Norden, als auch an die Brunei Bay beziehungsweise Serasa Bay im Südosten. Die Mukim Serasa im Osten, Kota Batu im Südwesten und Berakas A sowie Berakas B stellen die Landgrenzen des Subdistrikts dar. Zum Gebiet gehören mehrere Inseln: Pulau Salar, Pulau Simangga Besar und Pulau Bedukang.
Der Sungai Mangsalut bildet die Hauptwasserader zum Südchinesischen Meer nach Norden, während im Südosten der Sungai Batu Marang zum Mengkubau Reservoir aufgestaut ist. Der Namengebende Fluss Sungai Mentiri und die gleichnamige Siedlung liegen an der Südostküste des Mukim.

## Verwaltungsgliederung
Der Mukim wird unterteilt in Dörfer (Kampong):
- Tanah Jambu
- Sungai Buloh
- Batu Marang
- Panchor
- Mengkubau
- Mentiri mit den Siedlungen
  - Mentiri
  - Mentiri National Housing Area 'A
  - Mentiri National Housing Area 'B
- Pengkalan Sibabau

## Weitere Örtlichkeiten
Zum Mukim gehören auch:
- Pantai Mentiri
- Pulau Salar
- Pulau Simangga Besar
- Pulau Bedukang